# Emo!miu
Emo!miu（エモミュー）は、株式会社アイ・エヌ・ジーが運営するWEBサイト。2019年11月より運用を開始。
ファッションをはじめとする、コスメ、エンタメ、ライフスタイルなど女性が興味・関心の高い題材を取り扱うニュースサイト。「空いた時間に10分だけ読めば気分がアガる」をコンセプトに、毎日“エモい”=（心が揺さぶられる）情報を配信している。
2021年4月には株式会社かならぼとコラボしたメンズ向けコスメ「MENCOS（メンコス）」を開発。

## 沿革
- 2019年11月 サイトOPEN
- 2019年11月 紅茶王子監修「ハラジュク201cafe」とコラボしたドリンクを開発
- 2019年11月より、古き良き銭湯の良さを男子が紹介する「男子銭湯部」企画をスタートさせる。
- 2020年4月より、日本ロレアル株式会社「メイベリン」とコラボした生配信企画「エモいメイベリン」を実施。
- 2021年3月より、これからを期待する俳優やアーティストをピップアップした「イットボーイ」企画をスタートさせる。
- 2021年4月より、株式会社かならぼとコラボしメンズコスメブランド「MENCOS（メンコス）」を開発。

## 受容層
10代後半から20代前半の女性を主要なターゲットに定めている。閲覧者層の圧倒的多数を女性が占め、93%が女性、7%が男性となっている。

## 参考ウェブサイト
1. エモいニュースとイケメンコンテンツを配信「Emo!miu(エモミュー)」サイトオープン
2. ハラジュク201cafeがWebマガジン「Emo!miu」とコラボしたエモいインスタ映えするオリジナルドリンク発売
3. 最新作『オオカミ』シリーズへの参加でも話題！長身イケメン俳優・モデル樋口晃平の恋愛観とは＜イットボーイ＞ 樋口晃平
4. 一家に一台、葵汰みたいな(笑)。―「機界戦隊ゼンカイジャー」主役抜擢で大注目の若手イケメン俳優・駒木根葵汰の家庭的な素顔とは＜イットボーイ＞ 駒木根葵汰
5. 最新作『オオカミ』シリーズへの参加でも話題！ 新曲「My Only One」をリリースしたばかりのイケメンアーティスト・りゅうと(choco)の恋愛観とは＜イットボーイ＞ りゅうと
6. 株式会社かならぼ × Emo!miu コラボコスメ「MENCOS（メンコス）」